# Baramundi malajský
Baramundi malajský (Scleropages formosus) je ostnojazyčná ryba žijící v černých vodách jihovýchodní Asie. Je známá také pod názvy arowana asijská nebo arowana malajská.
Má protáhlé tělo, které může dosáhnout délky 90 cm a váhy přes 17 kilogramů; je pokryto velkými cykloidními šupinami s kovovým leskem, druh existuje v několika barevných formách. V období tření klade samice 30 až 100 velkých jiker, samec odchovává potěr v ústech. Baramundi dosahuje pohlavní dospělosti až po třech letech. Mladí jedinci se živí hmyzem, starší loví menší ryby, obojživelníky a korýše, za kořistí se dokáží z vody vymrštit do značné výšky. Jsou aktivní v noci, ve dne se skrývají mezi kořeny pandánů.
Domorodci loví tyto ryby jako potravu, baramundi malajský je také populární akvarijní ryba. Zlaté a červené formy jsou v Číně známé jako „dračí ryba“ a je po nich značná poptávka jako po symbolu štěstí a bohatství. Kvůli nadměrnému lovu a ztrátě původního životního prostředí zejména v Malajsii byl baramundi klasifikován jako ohrožený taxon a je chráněn podle Úmluvy o mezinárodním obchodu s ohroženými druhy volně žijících živočichů a rostlin. Legálně prodávané kusy proto pocházejí z umělých chovů.